# Александровка (Аткарский район)
Александровка — деревня в Аткарском районе Саратовской области России. Входит в состав Песчанского сельского поселения.

## История
В «Списке населённых мест Саратовской губернии по данным 1859 года» населённый пункт упомянут как владельческое сельцо Александровка Аткарского уезда (1-го стана) при реке Малом Колышлее, расположенное в 38 верстах от уездного города Аткарска. В сельце имелось 68 дворов и проживал 661 житель (301 мужчина и 360 женщин).

Согласно «Списку населённых мест Аткарского уезда» издания 1914 года (по сведениям за 1911 год) в деревне Александровка, относившейся к Варыпаевской волости, имелось 185 хозяйств и проживало 1157 человек (545 мужчин и 612 женщин). В национальном составе населения преобладали великороссы. Функционировала земская школа.

## География
Деревня находится в северо-западной части района, в пределах Приволжской возвышенности, на левом берегу реки Малый Колышлей, на расстоянии примерно 24 километров (по прямой) к востоку-северо-востоку (ENE) от города Аткарск. Абсолютная высота — 203 метра над уровнем моря.
Население
| 2010 |
| ---- |
| 50   |

Гендерный состав
По данным Всероссийской переписи населения 2010 года в гендерной структуре населения мужчины составляли 52 %, женщины — соответственно 48 %.
Национальный состав
Согласно результатам переписи 2002 года, в национальной структуре населения русские составляли 96 %.

## Улицы
Уличная сеть деревни состоит из одной улицы (ул. Весенняя).